# St. Marien (Bebra)
| St. Marien                              |                    |
|                                         |                    |
| Glockenturm, Frontportal mit Kirchplatz |                    |
| Ort                                     | Bebra              |
| Konfession                              | römisch-katholisch |
| Diözese                                 | Fulda              |
| Patrozinium                             | Maria, Mutter Jesu |
| Baujahr                                 | 1952               |
| Bautyp                                  | Saalkirche         |
| Funktion                                | Filialkirche       |

St. Marien ist eine römisch-katholische Filialkirche in Bebra im Landkreis Hersfeld-Rotenburg, die zum Bistum Fulda gehört.
Das Kirchengebäude steht an der Lindenallee 5–7 – Ecke Mühlenstraße in Bebra. Als Marienkirche steht sie unter dem Patrozinium von Maria, Mutter Jesu.

## Geschichte
In einem Güterverzeichnis des Klosters Hersfeld aus dem Jahre 786 taucht Biberaho (Bebra) in den Annalen erstmals auf, der damit belegt, das Bebra zu dieser Zeit ein Lehen des Klosters Hersfeld war und somit zur damaligen Kirchenprovinz Mainz zählte. 1386 wurde es als landgräfliches  Dorf im Amt Rotenburg benannt.
Mit der beginnenden Reformation wird bereits in 1526 ein erster evangelischer Pfarrer namens Petrus Nithaber genannt. Johann Faber war sein Nachfolger von 1543 bis 1561. Unter Landgraf Philipp I. wurde die Landgrafschaft Hessen 1526 infolge der Homberger Synode protestantisch. Hessen gehörte neben Sachsen und Württemberg zu den mächtigen Vorkämpfern der Reformation im Deutschen Reich.
Nach der Reformation gab 360 Jahre in Bebra keine katholische Gemeinde mehr. Erst im Jahre 1886 wurde unter dem Fuldaer Bischof Georg von Kopp für die zugezogenen und inzwischen in Bebra wohnenden Katholiken ein Missionshaus mit einer Kapelle St. Josef gebaut.
Rund 60 Jahre später verdoppelte sich die Zahl der Katholiken durch den Zuzug von vielen Heimatvertriebenen und Flüchtlingen in der Nachkriegszeit des Zweiten Weltkrieges. Ab dieser Zeit wuchs die katholische Gemeinde in Bebra wieder stark an und die Kapelle wurde zu klein. In den 1948er Jahren wurde der Bau einer neuen Kirche geplant, deren Grundsteinlegung am 20. Juli 1952 erfolgte.

## Neue Kirche
St. Marien ist eine einschiffige Hallenkirche mit Satteldach, das Mauerwerk ist innen und äußen glatt verputzt. Der freistehende Campanile aus unregelmäßigen, behauenen Natursteinen ist mit einem überdachten Gang an das Kirchengebäude angegliedert.
Die Planungen für eine Kirche mit 270 Sitzplätzen erfolgte durch den Paderborner Architekten Bernhard Lippsmeier (1885–1958).
Die Konsekration von Kirche und Altar folgte am 3. Adventssonntag 14. Dezember 1952 durch den Fuldaer Weihbischof Adolf Bolte, auf das Patrozinium  "Madonna von Banneux, Jungfrau der Armen". Im Hochaltar wurden Reliquien des römischen Märtyrers Bonifatius von Tarsus und des frühchristlichen Märtyrers Mercurius  eingeschlossen.

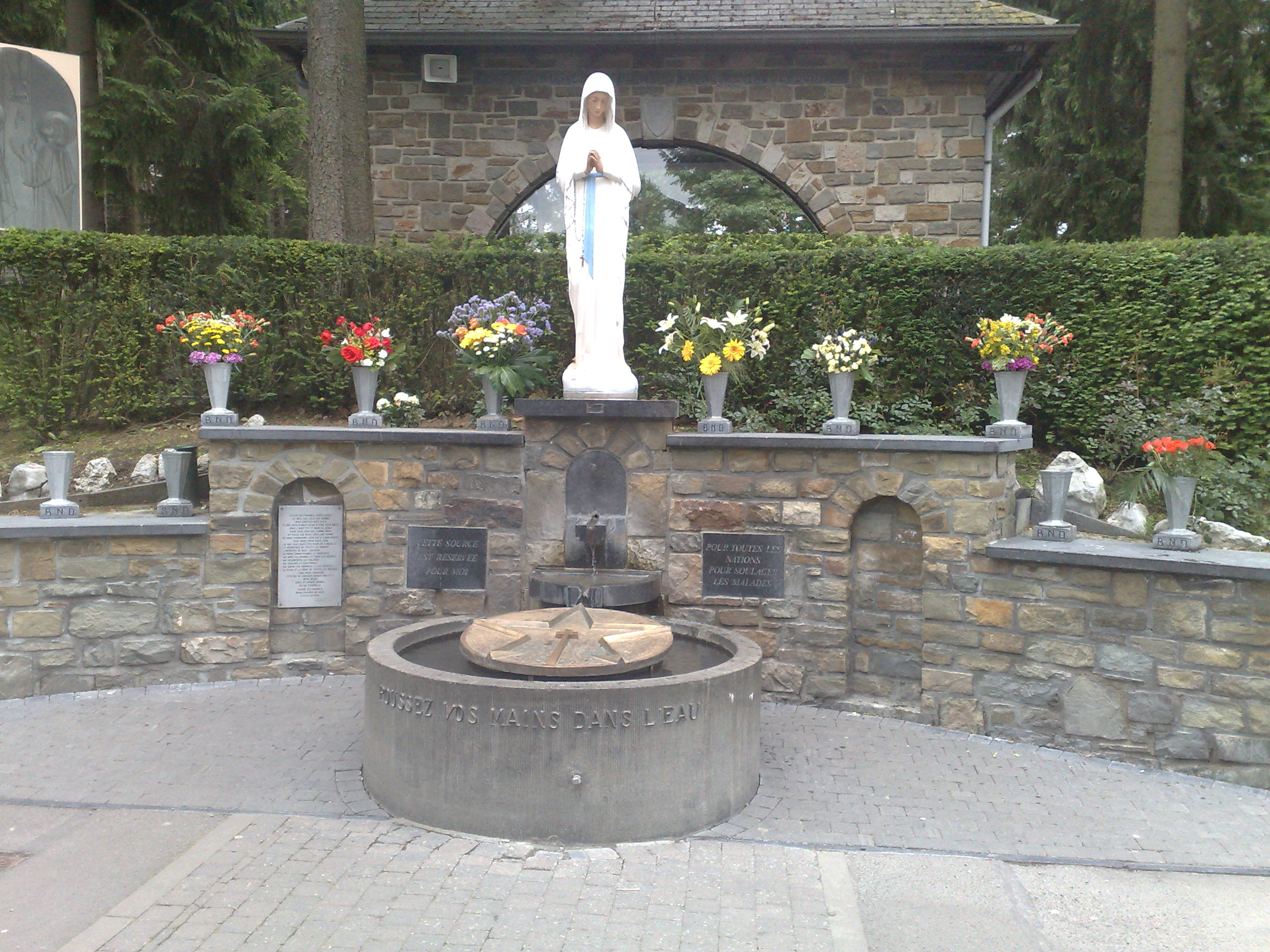
Die Madonna der Armen in Banneux

Die Kirche wurde mit finanzieller Hilfe des Bistums Lüttich errichtet, um den Ostvertriebenen zu helfen. Der Aufbau eines Stützpunktes der Diaspora-Seelsorge durch die Ostpriesterhilfe erfolgte ab 1952 mit dem Aufbau eines Frauenklosters am Rande der Altstadt.
Am 12. Mai 1959 erfolgte die Weihe des Schwesternhauses und der Hauskapelle durch Weihbischof und Kapitularvikar Adolf Bolte.
Von 1969 bis 1977 wurden in Folge der Veränderungen der Liturgie nach dem Zweiten Vatikanum wurde mit Umbaumaßnahmen im Kircheninneren begonnen. Dabei wurden die Seitenaltäre und Bilder aus den seitlichen Altarnischen (Blumenwunder der hl. Elisabeth u. Stigmatisierung des heiligen Franziskus) entfernt. Nach dem Durchbruch der Seitenaltarnischen und der Schließung des Durchbruchs zum Chor in der Chorsüdwand wurde eine Tabernakelstele aufgestellt und der Altar in die Mitte des Chors vorgezogen. Außerdem wurde die Kirchendecke ausgestaltet. 1986 erfolgte ein Durchbruch von der Kirche zur Kapelle des Schwesternhauses.